# 1549 Mikko
1549 Mikko је астероид главног астероидног појаса са пречником од приближно 9,91 .
Афел астероида је на удаљености од 2,417 астрономских јединица (АЈ) од Сунца, а перихел на 2,044 АЈ.
Ексцентрицитет орбите износи 0,083, инклинација (нагиб) орбите у односу на раван еклиптике 5,546 степени, а орбитални период износи 1217,098 дана (3,332 године).
Апсолутна магнитуда астероида је 11,70 а геометријски албедо 0,376.
Астероид је откривен 2. априла 1937. године.